# نهاد ملی حقوق بشر
نهاد ملی حقوق بشر (به انگلیسی: national human rights institution)‏ (NHRI) یا کمیسیون ملی حقوق بشر (به انگلیسی: national human rights commission)‏ (NHRC) یک نهاد مستقل مبتنی بر دولت‌ها می‌باشد و به‌طور گسترده مسئولیت حفاظت از حقوق بشر و نظارت و ترویج آن را در کشورها برعهده دارد. دفتر کمیساریای عالی حقوق بشر سازمان ملل متحد (OHCHR) مشوق رشد چنین سازمان‌هایی بوده‌است تا خدمات مشورتی و حمایتی لازم را برای دسترسی به NHRIها و سازمان‌ها و سایر کمیته‌های معاهدات ملل متحد (UN) تسهیل و ترغیب نمایند. بیش از صد نهاد این چنینی وجود دارند که دو ثلث آنها توسط داوری همتا بررسی می‌شوند تا مشخص شود که آیا با معیارهای سازمان ملل متحد که در «اصول پاریس» تنظیم شده سازگاری دارند یا خیر. سازگاری با اصول، مبنای اعتباربخشی از سوی UN است که تنها برای NHRIها مستقیماً توسط یک سازمان UN نه توسط یک کمیته فرعی از «متحدان جهانی نهادهای ملی حقوق بشر»‏ (GANHRI) انجام می‌شود. دبیر فرایند بررسی (برای اعتبارگذاری ابتدائی و اعتبارگذاری مجدد پس از هر دورهٔ ۵ ساله)، توسط بخش نهادهای ملی و سازوکارهای منطقه‌ای OHCHR فراهم می‌گردد.
NHRIها می‌توانند در یکی از دو دسته بزرگ قرار بگیرند: کمیسیون‌ها و آمبودزمانهای حقوق بشر. قدرت نهادهای آمبودزمان به یک فرد سپرده شده‌است در حالی که کمیسیون‌های حقوق بشر، کمیته‌های چند عضوی هستند که اعضای آن اغلب نماینده گروه‌های مختلف اجتماعی و تمایلات سیاسی می‌باشد. این کمیسیون‌ها گاهی مستقر می‌شوند تا به موارد خاصی همچون تبعیض بپردازند، هرچند که برخی از آنها سازمان‌هایی هستند که مسئولیت‌های وسیعی دارند. در بیشتر کشورها برای حفاظت از حقوق گروه‌های خاص آسیب‌پذیر مثل اقلیت‌های قومی و زبانی، مردم بومی، کودکان، پناهجویان، افراد دارای معلولیت یا زنان، نهادهای تخصصی ملی وجود دارد.
به هر حال به‌طور کلی، نهادهای ملی حقوق بشر دارای یک وظیفه روشن و خاص حقوق بشری بوده و در مقایسه با مدل کلاسیک بازرسی که محدوده کاری آنها رسیدگی به شکایات در مورد کاستی‌های اداری است، وظیفه گسترده‌تری دارند که شامل تحقیق، مستندسازی و آموزش در موارد حقوق بشری می‌شود. هرچند تمام نقض‌های حقوق بشری از سوءمدیریت می‌آید، یک بخش کوچک کاری آمبودزمان‌ها رسیدگی به نقض معیارهای حقوق بشر است.
در بیشتر کشورها، یک قانون اساسی، قانون حقوق بشر یا قانون مختص به نهادها، نهاد ملی حقوق بشری را می‌سازد. درجه عدم وابستگی این نهادها مربوط به قانون کشورها بوده و بهترین روش نیازمند یک مبنای قانونی همچون فرمان رئیس‌جمهور است.
همچنین نهادهای ملی حقوق بشر به اعلامیه حقوق بشر و برنامه عمل وین و کنوانسیون حقوق افراد دارای معلولیت ارجاع می‌شوند.

## نقش
در بیشتر کشورها برای حصول اطمینان از تطبیق مؤثر قوانین و مقررات حفاظت از حقوق بشر، کمیسیون‌های ویژه‌ای ایجاد گردیده‌اند. این کمیسیون‌ها بیشتر از اعضایی با پیشینه‌های مختلف، اغلب با علایق، تخصص یا تجربه خاص در بخش حقوق بشر، ترکیب شده‌اند.
کمیسیون‌های حقوق بشر اساساً به حفاظت از مردم یک کشور در برابر تبعیض یا بدرفتاری‌ها و حفاظت از آزادی‌های مدنی و سایر حقوق بشری موظف‌اند. برخی از کمیسیون‌ها خود را در برابر تخطی از هر نوع حقوق شناخته شده در قوانین و/یا در ابزارهای حقوق بشر بین‌المللی، مکلف می‌دانند.
یکی از مهم‌ترین وظایف سپرده شده به کمیسیون‌های حقوق بشر این است که شکایات افراد (گاهی گروه‌ها) مبنی بر تخطی‌های حقوق بشری، در تناقض با قوانین موجود کشور را دریافت کرده و آنها را بررسی نمایند. هرچند در امر تحقیق و رسیدگی به شکایات، تفاوت‌های قابل ملاحظهٔ در فرایندهای هر یک از کمیسیون‌های حقوق بشر وجود دارد، بیشتر آن‌ها متکی به مصالحه و حکمیت هستند. برای یک کمیسیون حقوق بشر غیرمعمول نیست که صلاحیت این را داشته باشد تا پیامدی که الزام قانونی دارد را بر روی شکایات اعمال نماید. در صورتی که دادگاه ویژه‌ای موجود نباشد، کمیسیون می‌تواند شکایات حل نشده را به منظور صدور حکم نهایی به دادگاه‌های عادی منتقل کند.
NHRIها معمولاً می‌توانند به هر معضل حقوق بشری که مستقیماً مربوط به یک مقام عمومی شود، رسیدگی کنند. در رابطه با نهادهای غیردولتی، برخی از نهادهای ملی حقوق بشری حداقل یکی از وظایف ذیل را دارند:
- رسیدگی به شکایات یا منازعات در رابطه با انواع خاص شرکت‌ها (همچون شرکت‌های دولتی و خصوصی که خدمات عامه ارائه می‌کنند، یا شرکت‌هایی که در سطح فدرال عمل می‌کنند)
- رسیدگی صرف به انواع خاص معضلات حقوق بشری (همچون حقوق عدم تبعیض یا کار)
- رسیدگی به شکایات یا منازعاتی که مربوط به هر نوع شرکت باشد و باعث بروز معضلات حقوق بشری شوند.[۷]

به علاوه آن‌ها می‌توانند مسؤلیت‌های دولت و حقوق افراد را به وسیله راه‌های ذیل حمایت و حفاظت نمایند:
- ارائه مشورت به دولت تا بتواند تکالیف و تعهدات داخلی و بین‌المللی شان مبنی بر حقوق بشر را شناسایی نمایند.
- دریافت، تحقیق و حل شکایات حقوق بشری
- فراهم کردن آموزش و تبلیغات حقوق بشر برای تمام بخش‌های جامعه (خصوصاً گروه‌های اقلیت همچون پناهندگان)
- نظارت بر وضعیت حقوق بشر در کشور و اقدامات بعدی آن‌ها
- کار با جامعه بین‌المللی حقوق بشر به منظور حمایت از توصیه‌های حقوق بشری و رسانیدن معضلات عاجل کشور به آن‌ها.[۸]

ترویج و آموزش حقوق بشر می‌تواند شامل آگاهی دهی به مردم در مورد وظایف و اهداف خود کمیسیون؛ ایجاد بحث در مورد سوالات مهم و مختلف حقوق بشری؛ تنظیم سمینارها؛ برگزاری خدمات و جلسات مشورت دهی؛ همچنین تولید و نشر انتشارات حقوق بشری، باشد. یکی از وظایف مهم دیگر کمیسیون حقوق بشر این است که به صورت نظام‌مند، سیاست حقوق بشری دولت را مرور کرده تا کاستی‌های حقوق بشری را شناسایی نموده و راه‌های بهتر شدن آن را پیشنهاد نماید. این امر اغلب شامل مرور قوانین یا سیاست‌های حقوق بشری است. درجه توصیه‌ها یا احکام تولید شده توسط یک نهاد حقوق بشری، نظر به حواشی حقوق بشری که در اطراف نهاد وجود دارد، متفاوت است.
کمیسیون‌های حقوق بشر همچنان می‌توانند سازگاری دولت با قوانین خود و قوانین بین‌المللی حقوق بشر را نظارت کرده و در صورت لزوم تغییراتی را توصیه نمایند. تحقق حقوق بشر تنها از طریق قوانین و تنظیمات اداری میسر نیست؛ بنابراین، کمیسیون‌ها اغلب مسؤلیت مهم بالا بردن سطح آگاهی مردم در مورد حقوق بشر را نیز بر عهده دارند.
بر اساس اصول پاریس، نهادهای ملی حقوق بشری مکلف اند تا «گزارش‌هایی در مورد وضعیت ملی حقوق بشر در کل و موارد مشخص‌تر را آماده کنند»؛ این امر اکثراً به شکل گزارش‌های سالانه وضعیت تهیه می‌شوند.

## دلیل ایجاد نهادهای ملی حقوق بشر
شورای بین‌المللی سیاست حقوق بشر گزارش داده‌است که NHRIها به سه روش کلیدی ایجاد می‌شوند: در کشورهایی که بحران را تجربه می‌کنند (معمولاً بحران‌های داخلی همچون آفریقای جنوبی، ایرلند یا اسپانیا)، یا در واکنش به ادعاهای بدرفتاری جدی حقوق بشری. همچنین، NHRIها می‌توانند به عنوان امنیت سازمانی بصری نیز ایجاد شوند، به شکل سازمانی که دیده شده و به معضلات متداول رسیدگی می‌کند (به نحوی که در مکزیک و نیجریه دیده می‌شود)؛ نهایتاً سایر حفاظت‌های حقوق بشری را حمایت کرده و یک‌پارچه کند (مانند استرالیا و نیوزیلند). حکومت‌های ملی می‌خواستند تا نهادهایی بسازند که نظریات و هویت فرهنگی خودشان را به‌طور مؤثری بازتاب دهد. در این خصوص آنها دولت‌ها را قادر می‌سازند که به منظور بازتاب هویت شان، برنامهٔ کاری خودشان را بسازند. کمیسیون حقوق بشر سازمان ملل متحد، قطعنامهٔ را در سال ۱۹۹۲ میلادی تأیید و توصیه کرد که چنین نهادهایی توسط دولت‌هایی که تا به حالا آن نهادها را ندارند، ترویج شده و آن‌هایی که دارند نیز می‌بایست آن را توسعه دهند. در انتهای قرن بیستم میلادی، کمیسیون ملل متحد باید فعالیت‌هایی را بر عهده می‌گرفت که نیازمند مداخلات بین‌المللی بودند. زمانی که کمک‌های فنی از طریق سازوکارهای بین‌المللی (مانند مجمع آسیا-آرام نهادهای ملی حقوق بشر) فراهم شد، توافقات منطقه‌ای حقوق بشری نیز توسعه و ایجاد چنین نهادهای حقوق بشری را تشویق کردند.
NHRIها در برخی از کشورهای عضو (همچون اتحادیه اروپا)، در سطح بین‌المللی و منطقه‌ای کار می‌کنند. آن‌ها ممکن است از لحاظ سازوکارهای پیش‌گیرانه برای عدم تبعیض گروه‌های اقلیت یا جرایم بین‌المللی (مانند شکنجه) کار کنند. صلاحیت و تخصصی که NHRIها از نظر سنتی دارند به آن‌ها این توانایی را می‌دهد که برخورد یک‌سانی را ترویج نمایند. نهایتاً این‌ها با فراهم کردن یک دید عینی ویژه، رسیدگی و حل معضلات در سطح داخلی، یک ابزار مفید برای کشورها هستند تا با معیارهای حقوق بین‌الملل خود را وفق دهند.
NHRIها در برخی از کشورهای عضو، با سازمان ملل متحد، راه‌حل‌های جامع و گسترده‌ای را حمایت و فراهم می‌کنند، اما بعضی از کشورها نمی‌خواهند این مصوبه‌ها را نافذ کرده و سازمان ملل متحد نیز توانایی این را ندارد که کشورها را به صورت همه‌جانبه و تحلیلی نظارت کند. NHRIهای مؤثر و معتبر جهت حفظ وجهه قانونی خود، باید مستقل و مؤثر باشند. یکی از مؤثرترین ابزارهایی که NHRIها در اختیار دارند، موقعیت منحصر به فرد آن‌ها در میان مسؤلیت‌های دولتی و حقوق جامعه مدنی و مؤسسات غیردولتی (NOGها) است. این فضای مفهومی به NHRIها یک نقش مثبت و متمایزی می‌دهد که به عنوان خدمات حفاظتی مختلف برای مردم عمل کرده و ابزار مختلفی در دسترس دارند تا دولت و سایر سازمان‌ها را برای نقض حقوق بشر مسئول بدانند. از سوی دیگر استقلال از دولت و NGOها، مشکل بزرگتری را در بودجه‌بندی ایجاد کرده و روابط کاری درنظر گرفته می‌شوند. در بیشتر کشورها، این نهادها از سوی دولت بودجه دهی شده و توسط سازمانی دولتی ایجاد و استخدام می‌شوند. این کار به نحوی تکلیف موازی ایجاد کرده و خودمختاری نهادها را کمرنگ ساخته و برای آن‌ها، تعقیب برنامه کاری‌شان را مشکل می‌سازد.